# 保護観察
保護観察（ほごかんさつ）とは、刑事政策における一施策である。犯罪者を処遇するにあたり、刑務所などの刑事施設や少年院で処遇を行う「施設内処遇」に対比して、「社会内処遇」と呼ばれる。

## 概要
日本においては、保護観察は、対象者の居住地を管轄する保護観察所がつかさどる（更生保護法第60条）。
保護観察中に守らなければならないと定められた事柄（遵守事項）を遵守するよう対象者を（主に面接によって）指導・監督し、あるいは、本来対象者自身が自ら更生のために努力しなければならない、という自助の責任を認めて補導・援護を行うことで、対象者の改善・更生を図るというものである。保護観察は、少年に対するものはもちろん、成人に課せられるものも、それ自体は刑罰や刑事施設における懲罰ではない。
常勤の国家公務員である保護観察官と、ボランティアの国家公務員である保護司が協働してその任に当たり（同法第39条第1項）、保護観察官は、医学、心理学、教育学、社会学などの専門的知識に基づき、保護観察の事務にあたるとされている（同法第31条第2項）。
保護観察対象者の数と比べて、保護観察官の数が圧倒的に少なく、保護観察官が直接一人一人の対象者について生活状態を把握し、指導を行うことは困難である。そのため、直接に対象者と接触し、生活実態の把握や指導に当たっているのは保護司である。
保護司は非常勤の一般職国家公務員とされていて、事務にかかった実費の一部が実費弁償金として支払われるが、無給、無報酬であり、実質的にはボランティアである。時折、米国などで、「有名人が保護観察処分を受けた」との報道がなされることがある。このように「保護観察」と日本語訳される制度はプロベーション（英語版）である。日本の法務省では、保護観察をプロベーションと訳しているようであるが、終局処分を留保して指導を行うプロベーションとは、保護観察が終局処分である点において異なる。
地方更生保護委員会又は保護観察所の長は職務を行うため必要があると認めるときは、保護観察対象者に対し、出頭を命ずることができる。また地方更生保護委員会又は保護観察所の長は保護観察対象者について「正当な理由がないのに一般遵守事項に規定する住居に居住しない時」又は「遵守事項を遵守しなかったことを疑うに足りる十分な理由がありかつ正当な理由がないのに出頭命令拒否又は拒否するおそれがある時」は裁判官のあらかじめ発する引致状により、当該保護観察対象者を引致することができる。

## 保護観察の種類
1. 家庭裁判所において決定される、保護処分としての保護観察（いわゆる1号観察、少年法第24条第1項）
2. 少年院を仮退院した後、収容期間の満了日まで、または本退院までの期間受ける保護観察（いわゆる2号観察、更生保護法第42条）
3. 刑務所などの刑事施設を仮釈放（かつては「仮出獄」との用語が使用されていた）中に受ける保護観察（いわゆる3号観察、同法第40条）
4. 保護観察付きの刑執行猶予判決を受けた者が、執行猶予期間中に受ける保護観察（いわゆる4号観察、刑法第25条の2第1項）
5. 婦人補導院を仮退院した者が受ける保護観察（いわゆる5号観察、売春防止法第26条、令和6年4月1日廃止）

なお5号観察はここ数年に渡って対象者がいないため、更生保護法改正案の際に削除され、令和6年改正法以降は1号乃至4号までの4種類となる。　

## 保護観察処遇における施策
1. 社会参加活動。少年の対象者について実施。奉仕活動やレクレーション、社会見学などの多様な活動を通じて、対象者自身の視野を広げることや自己を見つめることなどを目的とする。BBS会（Big Brothers and Sisters）や更生保護女性会の協力のもとに実施されることが多い。
2. 短期保護観察。1号観察の一種。犯罪性がそれほど進んでおらず、保護環境が比較的よく、暴力団に関係をしていない者に向いている。あらかじめ定められた課題を「生活の記録」と称する書面に記録させる。社会参加活動が活用されることも多い。「軽い処分」ではない。
3. 交通短期保護観察。1号観察の一種。保護司を担当者として指名せず、集団のダイナミクスを利用しながら、交通指導を行う。
4. 分類処遇。処遇困難性あるいは再犯可能性に着目し、保護観察処遇の密度を考慮しようとするもの。1号から4号までの全ての号種に対応する（ただし、交通事件、短期保護観察および交通短期保護観察を除く）。
5. 類型別処遇。保護観察は基本的に個別処遇であり、個々の保護観察対象者の問題性に着目して処遇を行うが、一定の観点からグループ分けされた一群（例えば覚せい剤乱用対象者や性犯罪等対象者など）においては、類型的な問題を抱えていることから、類型的な問題に対することにより、効果的・効率的な処遇を行おうとするもの。1号から4号までの全ての号種に対応する（ただし、短期保護観察および交通短期保護観察を除く）。
6. 簡易薬物検出検査。覚せい剤やその他違法薬物の使用歴のある対象者について、本人の同意のもと、定期的に簡易薬物検出検査を実施して、断薬意思を強化しようとするもの。

これらは、保護観察対象者自身に対する処遇のみならず、引受人ら家族に対する働きかけとして、家族教室や、薬物乱用者の家族・引受人による座談会なども行われている。

## 遵守事項
更生保護法では保護観察対象者が一般遵守事項と特別遵守事項を遵守することを規定している。刑法第26条の2では執行猶予付き自由刑を受けた保護観察対象者が遵守事項を遵守せず、情状が重い時は執行猶予が取り消されることがある。
一般遵守事項
更生保護法第50条では一般遵守事項について次のように規定している。
1. 再び犯罪をすることがないよう、又は非行をなくすよう健全な生活態度を保持すること。
2. 次に掲げる事項を守り、保護観察官及び保護司による指導監督を誠実に受けること。
イ.保護観察官又は保護司の呼出し又は訪問を受けたときは、これに応じ、面接を受けること。
ロ.保護観察官又は保護司から、労働又は通学の状況、収入又は支出の状況、家庭環境、交友関係その他の生活の実態を示す事実であって指導監督を行うため把握すべきものを明らかにするよう求められたときは、これに応じ、その事実を申告し、又はこれに関する資料を提示すること。
3. 保護観察に付されたときは、速やかに、住居を定め、その地を管轄する保護観察所の長にその届出をすること。
4. 前号の届出に係る住居に居住すること。
5. 転居又は7日以上の旅行をするときは、あらかじめ、保護観察所の長の許可を受けること。

特別遵守事項
更生保護法第51条では次の特別遵守事項について、保護観察対象者の改善更生のために特に必要と認められる範囲内において具体的に定めるものと規定している。同法第52条と第53条では特別遵守事項の変更や取り消しが規定されている。
1. 犯罪性のある者との交際、いかがわしい場所への出入り、遊興による浪費、過度の飲酒その他の犯罪又は非行に結び付くおそれのある特定の行動をしてはならないこと。
2. 労働に従事すること、通学することその他の再び犯罪をすることがなく又は非行のない健全な生活態度を保持するために必要と認められる特定の行動を実行し、又は継続すること。
3. 7日未満の旅行、離職、身分関係の異動その他の指導監督を行うため事前に把握しておくことが特に重要と認められる生活上又は身分上の特定の事項について、緊急の場合を除き、あらかじめ、保護観察官又は保護司に申告すること。
4. 医学、心理学、教育学、社会学その他の専門的知識に基づく特定の犯罪的傾向を改善するための体系化された手順による処遇として法務大臣が定めるものを受けること。
5. 法務大臣が指定する施設、保護観察対象者を監護すべき者の居宅その他の改善更生のために適当と認められる特定の場所であって、宿泊の用に供されるものに一定の期間宿泊して指導監督を受けること。
6. その他指導監督を行うため特に必要な事項。

## 良好措置・不良措置
遵守事項を守り、社会の順良な一員として更生したと認められる場合には良好措置がとられ、インセンティブとしての役割を果たす。逆に遵守事項違反があった場合にはペナルティとして不良措置が取られる。
1号観察には、良好措置として、良好停止や、期間満了の前に処分を終了する「解除」という措置が用意されている。良好停止や解除は、保護観察所長が決定する。一方、遵守事項違反については、保護観察所長による警告及び保護観察所長の申請に基づく家庭裁判所による更に重い保護処分（児童自立支援施設若しくは児童養護施設送致または少年院送致）がある。さらに、虞犯事由があると認められる場合は保護観察所長は家庭裁判所に通告し、新たな保護処分を求めることができる。
2号観察における良好措置は退院である。本退院とも言う。保護観察所長が地方更生保護委員会に申請し、地方更生保護委員会が決定する。不良措置は、遵守事項を遵守していないことを要件とする「戻し収容」である。
3号観察には良好措置は無く、不良措置のみが用意されている。不良措置は保護観察の停止、仮釈放の取消である。どちらも、保護観察所長が申請して、地方更生保護委員会が決定する。保護観察の停止は、3号観察対象者が、その所在を明らかにしないなどして、保護観察を行うことができない場合に、保護観察を停止することにより、刑期の進行をとめる（そのため、停止されている期間の分、刑期の終了日が後に延期する）効果がある。また、停止中の者と保護観察所との間に、保護観察関係がないと公的に宣言するものである。仮釈放の取消は、遵守事項違反の事実や新たな犯罪を理由として、仮釈放を取消す（仮釈放が許された期間全てについて、もう一度刑務所に入ってやりなおす）ものである。3号観察対象者は、有罪の確定判決で、刑の執行を受けた者であることから、不良措置は厳格に行われている。
4号観察の良好措置は仮解除である。保護観察に付された身分や、執行猶予期間に変更は無いが、保護観察を仮に解除するものである。保護観察所長が地方更生保護委員会に申請し、地方更生保護委員会が決定する。不良措置は、刑の執行猶予取消である。保護観察所長は、検察官に申出をして、裁判所が決定をする。刑の執行猶予は、遵守事項違反だけでは足りず、その情状が重いと認められなければ取り消されない。

## 保護観察の問題点と新たな施策
保護観察は実効性が上がっていないのではないか、という批判がある。批判のきっかけの第一に、平成16年11月に奈良市で起きた女児誘拐殺人事件がある。この事件の被告人は保護観察中ではなかったが、以前に性犯罪で保護観察に処されたことも、受刑したこともあった。であるがゆえに受刑生活も、保護観察も、性犯罪者の治療に不十分だったのでは、という批判が起きた。この批判に応えるため、法務省は、認知行動療法をベースとして構成された性犯罪者処遇プログラムを策定した（なお、同プログラムは、刑務所においても、性犯罪者再犯防止教育として、全国20施設において、保護観察の現場と同じ知見や理論に基づいて実施される。平成18年5月24日施行の刑事収容施設及び被収容者等の処遇に関する法律において、刑事施設が受刑者に対し施設内での教育を義務付けられるようになり、従来の保安と刑務作業が主の監獄から、教育と処遇の刑事施設へと変わったことも寄与した）。
第二には、平成17年2月4日に愛知県安城市の大型スーパー内で発生した幼児通り魔殺人事件があった。この事件の被疑者として検挙された男性については、仮釈放中（すなわち「3号観察」中）に、居住すべき住居である更生保護施設を無断で出奔し、所在不明状態にあった者であると報道された。そして第三には、同年5月11日に逮捕された少女監禁事件の被疑者が、4号観察中であったことが報道された。これらの事件をきっかけに、保護観察による再犯防止効果を疑問視する世論が起こった。
4号観察については、他の保護観察に比べて遵守事項の数が少ないこと、転居旅行が許可制ではなく届出制であること、それも6泊7日ではなく1か月以上の旅行が対象となっていることから、4号観察の実効性が上がっていないのではないか、という批判があった。
そこで、平成18年3月に執行猶予者保護観察法が改正され、転居や旅行が届出制から許可制に改められた他、特別遵守事項を定めることができるようになった。また、号種を問わず、保護観察を離脱し、所在をくらました者は、再犯の危険性が高いことから、保護観察所が行う所在不明者の所在調査の方法も甘すぎるのではないか、との批判がなされた。こうしたことから、法務省では4号観察の見直しを表明した。また所在不明者の所在調査について警察に協力を求め、警察からの所在発見の連絡を24時間体制で受けられるようにするなど、保護観察の実効性をあげようと模索中である。
また、少年法の改正によって、1号観察の遵守事項違反に対するペナルティを課せるよう検討するなどしている。